# روش اصلاح یکپارچه
روش اصلاح یکپارچه (انگلیسی: Integrated Modification Methodology) یا IMM یک روش‌شناسی طراحی و الگوسازی مبنی بر فرایندی ویژه باهدف اصلی بهبود عملکرد انرژی شهری بواسطهٔ میان سان‌سازی وجرح وتعدیل عناصرسازا وبخش‌های لازم آن وبهینه‌سازی ساختار لیگاندهای آن‌ها می‌باشد. از این منظر، شهر، به عنوان یک سیستم تطابق پذیر مرکبCAS درنظرگرفته شده‌است که منحصراً یک برافزودهٔ صِرف از مصرف‌کنندگان انرژی ناپیوسته وناهمبند نیست ومیزان مصرف کلی انرژی شهری از مجموع کل میزان مصرفی درساختمان‌ها متفاوت است. این شکاف قابل توجه میان میزان مصرف کلی انرژی شهری ومجموع تمامی مصرف‌کنندگان از چشم ساختارشناسی شهری وقالب شهریِ شهر پنهان مانده‌است. آی اِم اِمIMM روندی ترجیعی وچندگامهٔ بکارگرفته شده دراجزای شهری درراستای بهبود کارایی عملکردهای انرژی ومحیطیِ آنها، که اساساً همادین (وابسته به سازواره‌های همبسته)، چندلایه وچندمقیاسی است، می‌باشد. آی اِم اِمIMM در پی بررسی رابطهٔ میان ساختارشناسی شهری ومیزان مصرف انرژی ازراه تمرکز وتأکید بیشتر زیرسازگان‌هایی که باکاراکترها وترکیب فیزیکی ممایز می‌شوند، می‌باشد. در این متدولوژی، شهر متشکل از تلفیق تعداد بیشماری از اجزای مرتبط به هم، طبقه‌بندی شده درلایه‌ها وزیرسازگان‌های مختلف که بواسطهٔ ترتیب ونظم داخلی وساختارلیگاندهایشان یک سازمان فیزیکی وموقتی مشخصی را بدست می‌دهند، می‌باشد. اجزاوترکیبات سی آ اِس CAS خود را تطبیق می‌دهند تا به محدودیت‌ها وموانع تحمیلیِ جدید، بمنظوربهبود عملکرد کل سیستم واکنش نشان دهند. سی آ اِسCAS متشکل ازعناصر نامتجانس مرتبط به هم بطورمستقیم یاغیرمستقیم می‌باشدوعملکرد نهایی سیستم از همهٔ عناصر به عنوان یک کل، ناشی می‌شود. این روندتطبیق درون یا بر بخش‌های یک زیرسازگان مجزا موسوم به تطبیق افقی؛ وبین زیرسازگان‌های مختلف موسوم به تطبیق عمودی، بعبارت دیگر، تطبیق بخش هاواجزای موجوددر یک زیرسازگان، یاتطبیق افقی، به عنوان واکنشی به شرایط تحمیلی وموانع جدید، عملکرد زیرسازگان راتغییر می‌دهد ونیز دلیل دگرش کل سیستم در طول زمان می‌باشد، اتفاق می‌افتد.
یک سیستم مرکب تطابق پذیرCAS متشکل از چهار یا بیشتر زیرسازگان یا سیستم فرعی می‌باشد. بنظر می‌رسد که این فوق وضعیتی از نتایج وتأثیرات حالات در زیرسازگان‌ها باشد. منطبق‌سازی فرایندی است از ادغام دو یاچند زیرسازگان. هرگاه زیرسازگان‌ها دچار برهم‌کنش و تأثیرات نتقابل شوند، وضعیت آن‌ها دیگربصورت مستقل وخودایستا نخواهدبود.

## تاریخچه
بیش ازنیمی از انتشار گازهای گلخانه‌ای درشهرها وتوسط شهرها اتفاق می‌افتد. بیشترین میزان جمعیت درشهرها زندگی وکار می‌کنند جایی که حدودهشتاد درصد انرژی صرف می‌شود. حرکت پیش روندهٔ رشدجمعیت به مقیاس چشمگیری رسیده وموجب طرح یک سری سؤالات درباب پایداری کلی اکوسیستم شده‌است. درحقیقت، این روندمهارنشده که ممکن است منجربه جمعیت جهانی حقیقی به ۹۸ بیلیون نفر تاسال ۲۰۵۰ و۲/۱۳ بیلیون نفرتا سال ۲۰۸۰ شود، یک توالی شهری است که بطورمستقیم یاغیرمستقیم بردیگرپدیده‌ها تأثیر می‌گذارد؛ نظیر:
- رشدشهرنشینی
- جنگل زدایی همراه با کمبود زیستگاه‌های حیات وحش علاوه بردیگرمنابع طبیعی
- گسترش فزایندهٔ اشغال وتصرف زمین به منظور اهداف کشاورزی و ساخت اقامت گاه‌ها
- افزایش انتشار دی اکسیدکربن
- پسرفت کیفیت آب، زمین وهوا

دراین سناریو واضح است که چگونه نواحی شهری علاوه برطراحی شهری شان، نقش بسزایی در تعریف وتعیین استراتژی بلندمدت جهت توسعهٔ پایدار، علی‌رغم دیگر راه حل‌های موقتی وناپایدار ایفا می‌کنند. بابررسی وتجدیدنظر موقعیت ومکانی که در آن شهرها می‌بایست طراحی وبناشوند می‌توان میزان انتشار دی اکسیدکربن ومیزان تقاضای انرژی را کاهش داد. درحقیقت هدف غایی متدولوژی ما تعیین وشناسایی اصول وابزارهای مناسب ومفید درراستای ساماندهی وهدایت روندشهرنشینی جهانیِ روبه افزایش به سمت مدل ونمونه‌های بلندمدت پایدارتر که مشخصهٔ اصلی آن‌ها عملکردبهتر انرژی ومتعاقباً ترازمندی وتوازن بهتر موجودبین منابع قابل دسترس ومیزان مصرف موردنیاز قابل حصول است، می‌باشد. طبق گزارش جالب مدیریت اطلاعات انرژی ایالات متحده(US EIA) با افزایش میزان مصرف انرژی جهانی از۴۷۲ کوادریلیون بی تی یو (معیارسنجش
حرارت) در سال ۲۰۰۶، در سال ۲۰۱۵ به ۵۵۲ کادریلیون بی تی یو و۶۷۸ کوادریلیون بی تی یو در سال ۲۰۳۰ می‌رسد که دربردارندهٔ افزایش کلی ۴۴ درصدی در طول دورهٔ پیش‌بینی شده می‌باشد. همچنین در تمام ایالت‌های عضو ای یوEU، مصرف داخلی ودرون مرزی ناخالص انرژی اولیه در طول دوره ازسال ۱۹۹۹ تاسال ۲۰۰۹ بجز ممالک متحدهٔ بریتانیا (انگلیس، اسکاتلندوایرلند شمالی) افزایش یافته‌است(۱٪/۱۰-).
علاوه براین، گزارش بانک جهانی نشان می‌دهد که الگوهای مدرن رشد شهری به صورت فزاینده از لحاظ زمین و مکانی فشرده هستند. «میانگین تراکمات شهری (یعنی، تعداد ساکنین به ازای هر کیلومتر مربع در ناحیهٔ پر از ساختمان)، در طول دو قرن اخیر در حال کاهش بوده‌است همان‌طور که بهبود ترابری و حمل و نقل ادامه می‌یابد، روند استفاده از زمین در شهرها روز به روز به ازای هر فرد در حال افزایش است. نواحی ساختمانی در شهرها با جمعیت یک میلیون نفر یا بیشتر اکنون کلاً حدود km۲ ۴۰۰۰۰۰ را اشغال می‌کند که نیمی از آن در جهان در حال رشد و توسعه‌است. شهرها در کشورهای در حال توسعه دارای جمعیت بیشتری هستند امابازای هر نفر یا شهروند فضای کمتری را اشغال می‌کنند. در کشورهای صنعتی و کشورهای در حال توسعه میانگین تراکم شهرها به سرعت در حال کاهش بوده‌است؛ در یک رتبه‌بندی سالانه ۷/۱ درصد در طول دههٔ اخیر در کشورهای در حال توسعه و ۲/۲ درصد در کشورهای صنعتی». تأثیرات فرم و قالب شهری بر عملکردهای انرژی در شهر، علاوه بر میزان مواد آلایندهٔ منتشر شده، در پژوهش‌ها و تحقیقات مختلف نشان داده شده‌است. بخش مهمی از مطالعات صورت گرفته بیانگر تشابه کاهش میزان تراکم مسکونی، با افزایش مداوم وپیوسته درمیزان نیاز به انرژی می‌باشد. در این سناریو، واضح است که چگونه نواحی شهری علاوه برطراحی شهری نقش بسزایی در تعریف وتعیین استراتژی بلندمدت جهت توسعهٔ پایدار، علی‌رغم دیگر راه حل‌های موقتی وناپایدار ایفا می‌کنند. «اگرچه شهرها مظهر آسیب‌های محیطی، یعنی افزایش انتشارآلودگی‌های مربوط به حمل ونقل، مصرف انرژی ودیگر عوامل، هستند، ساست گذاران ونظریه پردازان وکارشناسان به‌طور فزاینده ارزش بالقوهٔ شهرها به منظور پایداری بلندمدت را تشخیص می‌دهند. با این همه، بیشترین میزان انرژی درشهرها صرف می‌شود؛ بنابراین، پایداری یک مبحث شهری است.» متعاقباً نیازوتقاضاهای جدید وسؤالات بنیادی واساسی که درآن‌ها می‌بایست به مسائل شهری پرداخته شود، مطرح می‌شوند. نظیر: شهرچگونه می‌تواند درپایداری شهری به‌طورکلی تأثیرگذارباشد؟ آیا طراحی شهری می‌تواند بایک رویکردمناسب در خصوص کاهش شرایط جوی واقلیمی وکاهش میزان انتشاروپخش آلودگی (گازها وموادآلاینده) مؤثرباشد؟ آیا فرم وقالب شهری با این مباحث وموضوعات همبستگی دارد؟ ودرپایان، چگونه می‌توان ترانسفورماسیون ودگردیسی شهری را به منظور نیل به یک فرم شهری پایدار اجراکرد؟ و از این گذشته، چگونه یک شهر می‌تواند هم وضعیت رقابتی، توسعه و هم سرپرستی اکولوژیکی وزیست محیطی را مورد ملاحظه قراردهد؟
تئوری آی ام امIMM شهر رابعنوان یک سیستم پیچیدهٔ تطابق پذیر در نظر می‌گیرد. وانگهی خطوط کلی از روابط بین ساختارشناسی شهری ومیزان مصرف انرژی را ترسیم می‌کند و برخی اصول طراحی پایه وبنیادی جدیدی را درراستای دگردیسی ارزیابی و سنجش شهری علاوه برطراحی محله‌های پایداروجدید به عنوان بخش لاینفک شهررابدست می‌دهد. ساختارشناسی نقش بسزایی در خط مشی ذخیره‌سازی انرژی بازده وراندمان شهری، زیست‌پذیری وبطورکلی، محیط ه‌های شهری پایدارجهت کسب موفقیت ایفا می‌کند. لازم است که اصول جدید ومتدولوژی‌های طراحی شهری جدیدی اتخاذ کرد. یکی از مهم‌ترین اهداف این پژوهش یافتن متدولوژی‌های جدیدی است که بتوان به کمک آن‌ها به شکل‌گیری ودرک بهتر عملکردها، سنجش وارزیابی‌های مختلف شهری، و سپس جهت کاربست اصول طراحی جدید بمنظوربهبود عملکرد سیستم؛ بواسطهٔ یک رویکرد همادین وچندزمینه‌ای، نائل آمد. یک سیستم مرکب، بطورخلاصه دریک کلمه، ترتیب واقتباسی از عناصر نامتجانس بهم پیوسته‌است که نشانگریک یاچندعملکرد می‌باشد ونتیجهٔ نهایی کل سیستم تماماً متفاوت ازهرعملکرد هربخشِ لازمِ مجزا می‌باشد.

## تئوری
قانون گروهی سیستم مرکب تطابق پذیر:قوانین بسیاری وجود دارد که عوامل وسازه‌ها و سیستم را بهم پیوند می‌زنند؛ درحالی که هرسازنده یا عامل منافع خود را دنبال می‌کند رابطهٔ بین سازه‌ها بواسطهٔ این هنجارها تعریف می‌شود. بخش‌ها همواره وظایف، رفتارها وعملکردهایشان راتطبیق وتغییر می‌دهندتا تحت لوای این قوانین بنیادین باقی بمانند. همهٔ این‌ها موسوم به قوانین گروهی می‌باشند ومحصول نهایی سیستم از طریق این روابط و فعل وانفعالات ناشی می‌شوند.
همان‌طور که دربالا اشاره شد آی ام امIMM یک طرح متدولوژی با هدف بهبود عملکرد سی آ اِس CAS می‌باشد؛ ویژگی‌های اصلی آی ام امIMM مبنی برسه رویکرد بنیادین می‌باشد؛ همادین، چندلایه‌ای وچند مقیاسی. سیستم تطابق پذیر مرکب متشکل از عناصر متجانس مرتبط بهم به‌طور مستقیم یاغیرمستقیم می‌باشد وعملکرد نهایی سیستم به‌طورکلی ناشی از ترکیب همهٔ عناصر می‌باشد. این سازگاری وتطبیق پذیری، در یا بر بخش‌های یک زیرسازگان واحد ومجزا، ازین پس موسوم به تطبیق افقی، وبین زیرسازگان‌های مختلف، ازین پس موسوم به تطبیق عمودی اتفاق می‌افتد. بعبارتی دیگر، تطبیق‌پذیری اجزاء وبخش‌های موجود دریک زیرسازگان یا تطبیق افقی، به عنوان پاسخ وواکنشی به شرایط تحمیلی وموانع جدید عملکرد زیرسازگان رادچار تحول می‌کند، که علت دگردیسی کل سیستم در طول زمان خواهدبود. عملکردهای کل سیستم مرکب با بکارگیری کنش و اعمال تطابق پذیر سی آ اس CAS، هم افقی و هم عمودی را می‌توان شدت بخشید. کل سیستم مرکب با کنش و اعمال تطابق پدیر هم زیست بین عناصر و زیر سازگان‌ها به واسطه جرح و تعدیل و ترکیب در طول زمان تغییرشکل خواهد داد. با ارتقاء عملکرد یک زیرسازگان به کمک تغییر شکل و دگرش یک زیرسازگان دیگر، می‌توان یک ابطه گروهی و مشترک که در نهایت منجر به تغییر شکل و دگرش کل سیستم مرکب به مطلوبترین شیوه را ایجاد کرد. جهت تکرار مطلب، جرح و تعدیل، که اجزاء و بخش‌های یک لایه یه منظور بهبود عملکرد لایه‌های مربوط به خود کامل و بهینه‌سازی شده باشد. از طرف دیگر، عمل ترکیب وادغام یک رابطهٔ هم زیست بین لایه‌های مختلف درراستای عملکردبهتراست، که در نهایت منجربه بهبود عملکردکل سیستم خواهدشد. طبق این امرکه آی ام امIMM در پی بررسی روابط بین ساختارشناسی شهری ومیزان مصرف انرژی است، تئوری مذکور بیشتر بر «زیرسازگان‌هایی» که مشخصهٔ اصلی آن‌ها ترتیب سازه‌ای وکاراکترهای فیزیکی است، تأکید می‌کند.
زیر سازگان شهری.
زیرسازگان‌ها (لایه‌ها) واجزای تشکیل دهندهٔ سی آ اِسCAS که برساختارشناسی شهری اثر می‌گذاردند: لایهٔ ظرفیت وگنجایش؛ لایهٔ فضای خالی؛ لایهٔ کنشی وکارکردی؛ لایهٔ ترابری وحمل ونقل
- حجم وتراکم شهری (لایهٔ تودهٔ ساخته شده)
- فضاهای خالی شهری (فضاهای باز، خیابان‌ها وغیره)
- کنشی یا کارکردی (لایهٔ استعمال وکاربرد زمین)
- لایهٔ ترابری وحمل ونقل

جرح وتعدیل افقی وعمودی در آی ام امIMM
زیرسازگان‌ها (لایه‌ها) ازلحاظ ساختاری دریک ساختار فیزیکی وموقتی، از طریق ایجاد طرح کلی یک ساختارشناسی ویژه ومتمایز سازماندهی شده وهمبست می‌شوند. درحقیقت این ساختاری لیگاندی است که یک ترتیب سازمانی فیزیکی وموقتی از سی آ اِسCAS هربار به‌شکل متفاوت بدست می‌دهد. از این گذشته سی آ اِس CAS یک تمامیت انرژی منفرد ومجزاست. طبق این میزان مصرف، قالب وفرم شهری پایدارتر وکارآمدتر برپایهٔ جرح وتعدیل عناصرآن وادغام وترکیب زیرسازگان‌های آن در طول زمان شکل می‌گیرد. در متدولوژی‌های همادین آی ام امIMM عملکردنهایی سیستم از کل عناصر حاصل می‌شود؛ از این گذشته شهر بواسطهٔ روند پویا ومداوم تطبیق، موجود در ساختارها، شکل وقالب خود را تغییر می‌دهد. فرایند آی ام امIMM تغییرشکل ودگرش نواحی (دارای مقیاس) متوسط که محیطی است تعیین شده وبعنوان پل ارتباطی بین مقیاس محلی ومقیاس جهانی عمل می‌کند، را مورد تأکیدقرار می‌دهد. با این وجود محدودهٔ این ناحیه می‌بایست به عنوان مداخله ومحل پروژه بوسیلهٔ طراحان وبرنامه ریزان به دقت نقشه‌برداری و طراحی شود. معیاراصلی جهت محدودسازی مرز وحدود مداخله به ویژگی‌ها وجنبه‌های بافتاری وزمینه‌ای وسیع، نظیر جنبه‌های ساختارشناسی، لایه‌های کنشی وکارکردی واجتماعی بستگی دارد. درتئوری آی ام امIMM جرح وتعدیل عناصر سی آ اِسCAS که موجب تغییرشکل ودگرش نهایی سیستم می‌شود، در مقیاس‌های مختلف اتفاق می‌افتد. بطورمساوی، مداخلات شهری درمقیاس‌های مختلف صورت می‌پذیرد. به این دلیل که جرح وتعدیل سی آ اِسCAS درمقیاس جهانی، متوسط (میانی) ومحلی طبقه‌بندی می‌شود، هریک ازتأثیرات مداخله می‌بایست درسه مقیاس مذکور درنظرگرفته شود. مداخلات مرحلهٔ متوسط یا میانی شکاف بین مقیاس‌های جهانی و محلی را پر می‌کند. از این اصل، آی ام امIMM (متدولوژی جرح وتعدیل منسجم) به منظور تغییر ودگرگون‌سازی یک محله به‌طور موضعی درراستای ایجاد و آغاز یک واکنش دارای بافت شهری وتغییر ساختاری سی آ اِسCAS عمل می‌کند.

## فرایند مرحله‌ای
مراحل مختلف آی ام امIMM
متدولوژی آی ام امIMM به یک فرایندچندمرحله‌ای متشکل از چهارمرحلهٔ کاملاًمنسجم ونظام یافته اما متفاوت از هم بستگی دارد؛ که به ترتیب عبارتنداز:
- مرحله ی۱:تحقیق وبررسی/تجزیه وتحلیل
- مرحله ی۲:تفسیروتوضیح/فرضیه
- مرحله ی۳:جرح وتعدیل، تغییرشکل ودگرش
- مرحله ی۴:بازجورسازی (انجام دادن تغییروتبدیل درساختمان یاطرزکاروافزودن تجهیزات نوین تر) وبهینه سازی

شهربعنوان سیستم تطابق پذیر مرکب.
فرایند از هم باز کردن اجزاء تشکیل دهندهٔ سی آ اِسCAS از طریق بررسی و زمینه یابی افقی. تجزیه وتحلیل ارزیابی فیزیکی یکی از زیرسازگان‌ها (لایه‌ها) که بر ساختارشناسی شهری تأثیر می‌گذارد: لایهٔ حجم وتراکم؛ لایهٔ فضای خالی؛ لایهٔ کنشی وکارکردی؛ لایهٔ ترابری وحمل ونقل. لیگاندهای سی آ اِسCAS(دسته‌بندی‌های اصلی وکلیدی) از طریق بررسی و زمینه یابی عمودی. پیکره بندی جامع سی آ اِسCAS بواسطهٔ همبستگی بین زیر سازگان‌های مختلف توصیف وتشریح می‌شود.

### مرحلهٔ ۱. تحقیق وبررسی/تجزیه وتحلیل
این مرحله پیکره بندی حقیقی سیستم شهری سی آ اِسCAS دریک حالت موقتی وتأثیرات مداوم و طولانی مدت فرآین تغییرشکل ودگرش راموردبررسی قرار می‌دهد. این مرحله به بررسی وژوهش رابطهٔ بین ساختارشناسی شهری ومیزان مصرف انرژی در سی آ اِسCAS، شامل زیرسازگان‌های خاص خود وهمبستگی وارتباط بین آن‌ها با قابلیت تأثیرگذاری برفرم وقالب شهری علاوه بر میزان مصرف انرژی، اختصاص دارد. درحقیقت درک پیکره بندیِ زیرسازگان‌های دست اند کار وارتباط آن‌ها نقش بسزایی در نتیجهٔ نهایی آی ام امIMM ایفا می‌کند. از این گذشته، ساختارکنونی سیستم را می‌توان تنها به عنوان یک پیکره بندی موقت تولید شده بوسیلهٔ فرایندپیشین ادغام دو یاچندزیرسازگان به نام فرایند منطبق‌سازی درنظرگرفت. هرگاه که زیرسازگان‌ها برهم کنش داشته باند یادچارفعل وانفعال وتأثیرمتقابل شوند، وضعیت آن‌ها دیگر مستقل نخواهد بود وبسته به شرایطی نظیر:کالیزور (کنش یار) یا واکنا (کنش واکنشی؛ یعنی مادهٔ شرکت‌کننده در فعل وانفعالات شیمیایی)، شروع بکار می‌کنند. درخلال مرحلهٔ تحقیق و بررسی طراح، پردازهٔ از هم باز کردن اجزای سی آ اِسCAS (تحقیق و زمینه یابی افقی) را به اجزاء اصلی فیزیکی تشکیل دهنده ویا زیرسازگان‌ها نظیر فضاهای خالی، حجم وتراکم (فضاهای ساخته شده)، کارکردها وحمل ونقل را راه‌اندازی می‌کند. هرزیرسازگان درآغاز بدون کمک دیگری جهت توصیف ساختار وویژگی‌های منحصر به خود به ترتیب از دیدگاه سازه شناسی، گونه شناسی و فن‌شناسی توصیف خواهد شد.
پردازهٔ از هم باز کردن (اوراق کردن) سیستم سی آ اِس CAS
سپس همبستگی روابط یا ساختارلیگاندهابین زیرسازگان‌ها به یک شیوهٔ خاص تر از طریق بررسی موشکافانه تر موسوم به بررسی و زمینه یابی عمودی که از طریق مشخصه وویژگی‌های خاص معروف به گروه‌های اصلی کار می‌کند و تجزیه وتحلیل خواهدشد؛ که به ترتیب عبارتنداز: روزن داری، مجاورت، تنوع وچندسانی، کنشگاه یا فاصل (مکان یا وسیلهٔ فعل وانفعال در سیستم)، قابلیت دسترسی وکارآیی. پیامدهای اصلی تحقیق و بررسی در این مرحله عبارتنداز:
- درک ترتیب فیزیکی سیستم سی آ اِسCAS
- ارزیابی نقش و ارزش گروه‌های اصلی
- سنجش وارزیابی عملکرد کنونی انرژی درسیستم سی آ اِسCAS

یکی از مهم‌ترین اهداف این مرحله سنجش وارزیابی عملکرد کنونی انرژی در سیستم سی آ اِس
CAS می‌باشد. از آنجا که ۱۲شاخص یا شناسگر برای رسیدن به این نتیجه و سپس شاخص‌های یکسان در فرایند بازجورسازی سی آ اِسCAS (مرحلهٔ ۴مقیاس سنجه‌ای دوم) لازم برای ارزیابی نهایی عملکرد سیستم، پس از فرایند طراحی یاتغییرودگرش بکارگرفته خواهدشد، می‌بایست تأکیدکرد که ۱۲ شاخص نیز به یک سری اصول طراحی، به نام اصول سازمانی طراحی(DOP)، وابزارهایی که در آخر ساختار سی آ اِسCAS را سازماندهی می‌کنند، مرتبط هستند.
شاخص‌های مقیاس سنجه‌ای اول:یک مجموعهٔ مرکزی از عناصرمشخصاً مبنی بر جستارهای محیطی اما هم پیوندبا دیگر جستارهای اجتماعی- اقتصادی هستند. آن‌ها ابزارهای مورد استفاده در فرایند آی ام امIMM جهت سنجش واندازه‌گیری عینی وواقع بینانه درراستای مقایسهٔ عملکرد سیستم‌های مختلف (مقایسهٔ بیرونی)، یاعملکرد سیستم قبل ویا بعد از فرایند طراحی مرحلهٔ تغییر شکل ودگرش می‌باشند (مقایسهٔ درونی).

### مرحلهٔ ۲. تفسیروتوضیح/فرضیه
دومین وهلهٔ فرایندآی ام امIMM به نام تفسیروتوضیح/فرضیه بین مراحل تحقیق و بررسی و طراحی است والزاماً اختصاص دارد به پایه‌ریزی یک فرض/فرضیه، نظیر: شیوهٔ ممکن جهت جرح وتعدیل ساختاریِ سیستم سی آ اِسCAS به منظور بهبود کیفیت وعملکرد انرژی درآن. تأمل برچگونگی اجرای اهداف اولیه وبطورهمزمان نیل به هدف نهایی از طریق جرح وتعدیل محلی وترکیب وادغام اجزاءتشکیل دهندهٔ سیستم ضروری است؛ بنابراین تأثیر جرح وتعدیل محلی (برلایه‌های منتخب) نقش مهمی را در عملکرد کل سیستم ایفا می‌کند وپیکره بندی جهانی سی آ اِسCAS نهایی را تغییر می‌دهد.
ارزیابی عملکرد سیستم موجود با تجزیه وتحلیل اجزاء تشکیل دهندهٔ سیستم دررابطه با گروه‌های اصلی. در این مرحله، لایهٔ کژکنشی (درست کارنکردن) ناشی از تغییرشکل ودگرش کاتالیز خواهدبود. در این نمونه، لایهٔ فضای خالی به عنوان کاتالیز نشان داده شده‌است؛ از این رو، منحصراً نمونه‌ای است که می‌تواند مصداق هرکدام از لایه‌ها باشد. بعبارت دیگر، پس از مرحلهٔ تحقیق وبررسی، فرایندآی ام امIMM، ارائه شده وبا یک ایده (فرض) در خصوص جرح وتعدیل محلی احتمالی درزیرسازگان (لایه) انتخاب شده وگروه اصلی که امکان اِعمال تعدیل ودگرش کل سیستم به‌طورکلی را فراهم می‌آورد، به نتیجه می‌رسد. انتخاب یک زیرسازگان (لایه) ویک لیگاند (گروه اصلی) به عنوان اولین محرک تعدیل ودگرش، هدف اصلی این مرحله بواسطهٔ تخصیص وتفویض به ترتیب به زیرسازگان (لایه) و به لیگاند برگزیده شده (گروه اصلی) نقش کاتالیز و پردازه یاکارکردِ واکنا (کنش واکنشی) می‌باشد. پیامدهای اصلی این مرحله عبارتنداز:
- انتخاب کاتالیزهای افقی وعمودی به عنوان فرض مبنی بر دانش کسب شده از طریق مرحلهٔ قبل مختص به توضیح وتشریح پیکره بندی سی آ اِسCAS علاوه بر کنش وعملکرد آن
- نقش کالیزور یا واکنا (کنش واکنشی) به ترتیب درهرزیرسازگان
- تعیین نقش کاتالیز یا واکنا (کنش واکنشی)ها به ترتیب در هر گروه اصلی
- کنترل مقدماتی پیامدهای موضعی ومحلی در هر انتخاب

دی اُ پیDOP ابزارهایی هستند که درسازماندهی وترتیب ساختاری سی آ اِسCAS کاربرد دارند. کاربرداین اصول، تأثیرات کاربردی ساختاروعملکرد آن‌ها می‌باشد. دی اُ پیDOP با شاخص‌های مورد نظر مرتبط است.

#### انتخاب کالیزور
سیستم سی آ اِسCAS متشکل از سلسله مراتب سطوح چندگانهٔ یک سازمان می‌باشد. بادرنظرگیری اینکه در هر مقیاس مشخص، سیستم درحقیقت یک زیرسازگان می‌باشد، تأثیرات سنجه‌ای از اهمیت بسزایی در پویایی سیستم سی آ اِسCAS برخورداراست. در این میان، کالیزورهای منتخب نقش چشمگیری درآی ام امIMM ایفا می‌کنند. از انتخاب یک لایه به عنوان کاتالیزگر افقی و یک گروه اصلی به عنوان یک کاتالیزگر عمودی، واکنش سیستم همراه با جلوراندن جرح وتعدیل محلی وموضعی وایجاد تغییرودگرش در سیستم آغاز می‌شود. واضح است کع انتخاب کالیزورها بستگی به مرحلهٔ تحقیق و بررسی دارد. انتخاب کاتالیزگرها به عنوان اولین محرک تغییرشکل ودگرش هدف اصلی این مرحله با تعیین زیرسازگان منتخب وگروه اصلی نقش کاتالیزور و به دیگر واکنا (کنش واکنشی)ها می‌باشد.

#### نقش دی اُ پیDOP (اصل سازمانی طراحی)
دراین مرحلهٔ دوم دی اُ پیDOP نقش مهمی را ایفا می‌کند. این ابزارها جهت تنظیم ساختار سی آ اِسCAS وعملکردآن کاربرد دارند. بکارگیری دی اُ پیDOP یک گام بنیادین درفرایند مرحله‌ای آی ام امIMM وشیوه‌ای جهت هدایت ومعطوف‌سازی فرایندجرح وتعدیلCAS به یک فرم وقالب کارآمد وپایدارتر می‌باشد. واقعاً همه‌است که بخاطر بیاوریم که ۱۲ دی اُ پیDOP با ۱۲ شاخص یا شناسگر که قبلاً استفاده شده‌اند جهت برآورد وارزیابی عملکرد حقیقی انرژی در سی آ اِسCAS (جمع‌آوری داده‌ها گام اول) علاوه برفرایند بازجورسازی در سی آ اِسCAS (گام ۴، مقیاس سنجه‌ای دوم) با یکدیگر مرتبط هستند. نقش وتأثیردی اُ پیDOP برفرایند طراحی به منظور درنظرگیری و توجه به پیامدهای مرحلهٔ تحقیق وبررسی/تجزیه وتحلیل حائز اهمیت است. به عنوان بازیگر اصلی درمرحلهٔ طرح‌ریزی و صورت بندی به آن‌ها مانند دستورها یا رهنمودهای فعال عمل می‌کنند واگر ترکیب شوند، آن‌ها کنشی ترکیبی وادغام شده را در جهت نیل به نتیجهٔ نهایی در پی خواهند داشت. دی اُ پی DOPها به ترتیب عبارتنداز:
- ترازمندی ومتعادل‌سازی بهره‌وری از زمین (خاک)
- ترویج تولید انرژی محلی؛ ساختمان به عنوان اجزاء ترکیبی در سیستم انرژی
- ترویج قابلیت پیاده‌روی
- ترویج فضاهای چندکاربردی
- ایجاد زیست چندگونی به عنوان بخشی از زندگی شهری
- ایجاد سیستم فضاهای باز مرتبط به هم وفعال‌سازی سوخت وساز شهری
- ترازمندی ومتعادل‌سازی پتانسیل حمل ونقل عمومی
- ترویج دوچرخه سواری وتقویت حمل ونقل عمومی
- تغییر مفهوم چندخصوصیتی به میان خصوصیتی
- تبدیل شهر به مرکز تولید تهیهٔ غذا
- جلوگیری ازتأثیرات منفی مواد زائد وزباله (آلاینده‌ها)
- اجرای مدیریت وسامانگری آب

بعنوان بازیگران اصلی مرحلهٔ طرح‌ریزی وصورت بندی آن‌ها به عنوان رهنمودهای فعال کاربرد دارند؛ که درترکیب با یکدیگر موجب ایجاد کنش ترکیبی وادغام شده در رنیل به نتیجهٔ نهایی می‌شوند.
دگرش سیستم به حالت ساختاری۳، به رنگ صورتی، درگاه C، از طریق جرح وتعدیل وتلفیق ۴ لایهٔ محیطی اصلی، حجم وتراکم، فضای خالی، کنش وکارکردو حمل ونقل، با یکدیگر و با لایه‌های نظم وترتیب یافتهٔ دیگر نشان داده شده‌است.

### مرحلهٔ ۳. جرح وتعدیل/ تغییرودگرش (مداخله وطراحی)
مرحلهٔ سوم درآی ام امIMM یک مرحلهٔ خاص ازطراحی است که شامل اف ال اسFLS می‌شود ودریک رویکرد چندرشته‌ای و چندلایه‌ای کاربرد دارد. بواسطهٔ یک محرک (کالیزور) یک جرح وتعدیل محلی وموضعی (جرح وتعدیل افقی) حاکی از نقطهٔ شروع واکنش زنجیره‌ای (جرح وتعدیل افقی وعمودی) بسوی تغییرشکل ودگرش همه جانبهٔ سی آ اِسCAS می‌باشد؛ بنابراین حقیقت که سی آ اِسCAS متشکل از چهار زیرسازگان است، ما شرایط و وضعیت آن را به عنوان فوق وضعیتی از نتایج (محصولات) درحالات زیرسازگان‌ها در نظر می‌گیریم. پیامدهای اصلی این مرحله عبارتنداز:
- طراحی /پروژهٔ لایهٔ کاتالیزورهای منتخب، وگروه اصلی به منظور نیل به جرح وتعدیل

محلی
- تغییرشکل ودگرش محلی درراستای تغییرودگرش ساختاری در سی آ اِس CAS
- ارزیابی وسنجش مقدماتی روند تغییرشکل ودگرش

این مرحله دردرون خود متشکل از دو مرحلهٔ دیگر می‌باشد که به ترتیب عبارتنداز:
۱. جرح وتعدیل افقی، مرحلهٔ کالیزورها وواکنا (کنش واکنش)های افقی (گام ۳الف)
۲. جرح وتعدیل عمودی، کالیزورها وواکنا (کنش واکنش)های عمودی (گام۳ب)

## کالیزور
انتخاب یک زیرسازگان (لایه) به عنوان کاتالیزگر افقی ویک گروه اصلی به عنوان کاتالیزگر عمودی تبدیل ودگرش جهانی کل سیستم سی آ اِسCAS را امکان‌پذیر می‌سازد. انتخاب کاتالیزگرها به عنوان محرک اولیهٔ تغییرشکل ودگرش هدف اصلی این مرحله با تعیین وتخصیص به ترتیب زیرسازگان منتخب وگروه اصلی، نقش کالیزوروبه دیگر واکنا (کنش واکنش) هامی باشد. بواسطهٔ یک محرک که هان کالیزور است، جرح وتعدیل افقی یک جرح وتعدیل محلی را باهدف ایجاد یک نقطهٔ مشترک دریک واکنش زنجیره‌ای (جرح وتعدیل عمودی) درراستای تغییرودگرش همه جانبهٔ سی آ اِسCAS آغاز می‌کند. هرزمان که زیرسازگان‌ها برهم کنش داشته باشند حالت ووضعیت آن‌ها دیگر مستقل نخواهدبود. در اصطلاح شهری این مرحله در جرح و تعدیل محلی (محله (همسایگی)/سکونگاه‌های محلی) با هدف نیل به تغییر و دگرش جهانی و همه‌جانبه جای دارد در این مرحله پروژه به صورت افقی (تغییر و تبدیل زیرسازگان‌های محلی به‌طور جداگانه) و عمودی (تغییر و تبدیل دیگر سازگان‌ها و روابط ساختاری بین آنها) کار می‌کند. روی هم گذاشتن و منطبق کردن لایه‌های منتخب به صورت گروهی و اشتراکی به شیوه‌ای که تغییر شکل هر لایه، ساختار/عملکرد و خصوصیت دیگری راتغییر دهد؛ عاملی کلیدی در تغییر و دگرش سیستم اصلی به‌شمار می‌آید

### جرح و تعدیل افقی؛ مرحلهٔ کالیزور افقی (گام ۳الف)
جرح وتعدیل افقی اولین گام مرحلهٔ طراحی است وهدف اصلی آن تغییر وتعدیل لایهٔ منتخب، انتخاب شده به عنوان کالیزور درتغییرودگرش و واکنش دیگرلایه‌ها به عنوان واکنا یا کنش واکنشی می‌باشد؛ بنابراین فرایند طراحی باجرح وتعدیل‌های محلی درساختارلایه‌ای کالیزور آغاز می‌شود. جرح وتعدیل محلی موجب یک سری ازپیامدها وتأثیراتی می‌شود که منجر به عواقب عینی وملموس (دید پذیر) که با یک واکنش زنجیره‌ای آغازشده، وقادراست سیستم سی آ اِس CAS را از لحاظ ساختاری تغییردهد.
مقیاس سنجه‌ای دوم:یک ردیف ازعناصرواِلِمان‌های مشخصاً مبنی بر جستارهای محیطی است که با دیگرجستارهای اجتماعی واقتصادی همپیوند می‌باشد. آن‌ها ابزارهای بکاررفته در فرایند آی ام امIMM به منظور ارزیابی عینی جهت مقایسهٔ عملکرد سیستم‌های مختلف (مقایسهٔ بیرونی)، یا عملکرد سیستم قبل و بعد از فرایند طراحی تغییر ودگرش (مقلیسهٔ درونی) هستند.

#### جرح وتعدیل عمودی؛ کالیزورعمودی (گام ۳ب)
جرح وتعدیل عمودی یک واکنش زنجیره‌ای از سیستم پیش رانده توسط طرح یا پروژه می‌باشد. هدف این مرحله ممکن‌سازی فرارسانی تغییرات محلی به سوی بخش‌های دوراز دسترس سیستم به عنوان نتیجه یا پیامد پیوستگی وارتباط می‌باشد تا این فرارسانی علتی باشدبرای تغییر همه‌جانبه وجهانی. جرح وتعدیل عمودی ناشی از کالیزور عمودی (گروه اصلی منتخب به عنوان کالیزور) وواکنش دیگر گروه‌های اصلی به عنوان واکنا (کنش واکنشی) می‌باشد. این عمل ساختار لیگاندها را به شیوهٔ تغییر در واکنش وعکس العمل ساختار سیستم راتغییر می‌دهد.

### مرحلهٔ ۴. مرحلهٔ بازجورسازی و بهینه‌سازی
مرحلهٔ پایانی، مربوط می‌شود به سنجش عملکرد سیستم جدید سی آ اس به عنوان یک سیستم مرکب استفاده-از انرژی، متشکل اززیرسازگان‌های تعدیل یافته در پیکره بندی رسمی جدید خود؛ از این رو این پیکره بندی جدید از بافت جدید (ساختاررسمی) برای تغییرودگرش جدید به این دلیل که دگرش وتغغیرشکل یک فرایند مداوم وپیوسته می‌باشد، دردسترس خواهدبود. سیستم موقتی جدید سی آ اِسCAS با مورد سابق که از شاخص‌های کاربردی (مرحلهٔ ۱ب) درمراحل پیشین ارزیابی ومقایسه خواهدشد. پس از فرایند آخر یعنی بازجورسازی/بهینه‌سازی محلی از گروه‌های اصلی جهت دستیابی به بهینه‌سازی قاطع وپایان بخش سیستم سی آ اِسCAS منتج می‌شود. مشخصه‌های سازه شناسی، گونه‌شناسی و فن شناسی، نشانگر منطبق‌سازی و ترکیب هم زیستی می‌باشد. پیامدهای اصلی این مرحله عبارتنداز:
- آزمونساختارجدید در سیستم سی آ اِس CAS جدید
- ارزیابی نهایی و مقایسه عملکرد سیستم سی آ اِسCAS
- بهینه‌سازی سی آ اِس جدید با بکارگیری کِی سی

#### مقیاس سنجه‌ای جدید سی آ اِسCAS (بازجورسازی، گام۴الف)
هرگاه که تغییرودگرش اتفاق افتاده، یک مقیاس سنجش و ارزیابی سی آ اس CAS به عنوان بخشی از فرایند بازجورسازی آغاز می‌شود. این فرایند به مقایسه بین عملکردها و ویژگی‌های سی آ اس CAS جدید و موارد قبلی بستگی دارد. این ارزیابی سنجه‌ای دوم وروند مقایسه، عملکردهای تغییر یافتهٔ سیستم را مورد بررسی قرار می‌دهد. ه واسطه این ۱۲ شاخص، امکان مقایسهٔ ویژگی‌ها وعملکرد سیستم قبل وبعداز فرایند تفغییرشکل ودگرش فراهم می‌شود. علاوه براین، شاخص‌ها به هدایت روند دگرش سیستم مرکب به سمت وسوی صحیح علاوه بر نتیجه وپیامد فرایند دگرش، کمک می‌کنند.

#### بهینه‌سازی سی آ اِس CAS جدید (گام۴ب)
آخرین مرحله از گروه‌های اصلی جهت نیل به بهینه‌سازی قاطع وپایان بخش سی آ اِسCAS ناشی می‌شود. البته این تغییر محلی وفرعی دوباره برساختار عملکرد سی آ اِسCAS با تغییردادن آن از لحاظ ساختارشناسی در زمان دیگری تأثیر می‌گذارد. پیامدهایی این فرایند بهینه‌سازی سی آ اِس CAS هنوز موقتی است.

#### شاخص‌های جهانی
علیرغم فرایندهای سنجه‌ای پیشین، که عملکردهای سیستم راقبل وبعداز فرایند طراحی مورد ارزیابی قرار می‌دهند، شاخص‌های جهانی ابزارهایی هستندجهت مقایسه بین عملکرد یک شهر وشهرهای دیگر.